# Gaworzyce
Gaworzyce (deutsch: Quaritz, 1937–1945 Oberquell) ist ein Dorf und Sitz der Landgemeinde Gaworzyce mit 3959 Einwohnern (Stand 31. Dezember 2020) im Powiat Polkowicki der Woiwodschaft Niederschlesien in Polen.

## Geographie
Gaworzyce liegt am südwestlichen Rand des Schlesischen Landrückens der Dalkauer Berge, etwa 15 Kilometer westlich von Glogau.

## Geschichte

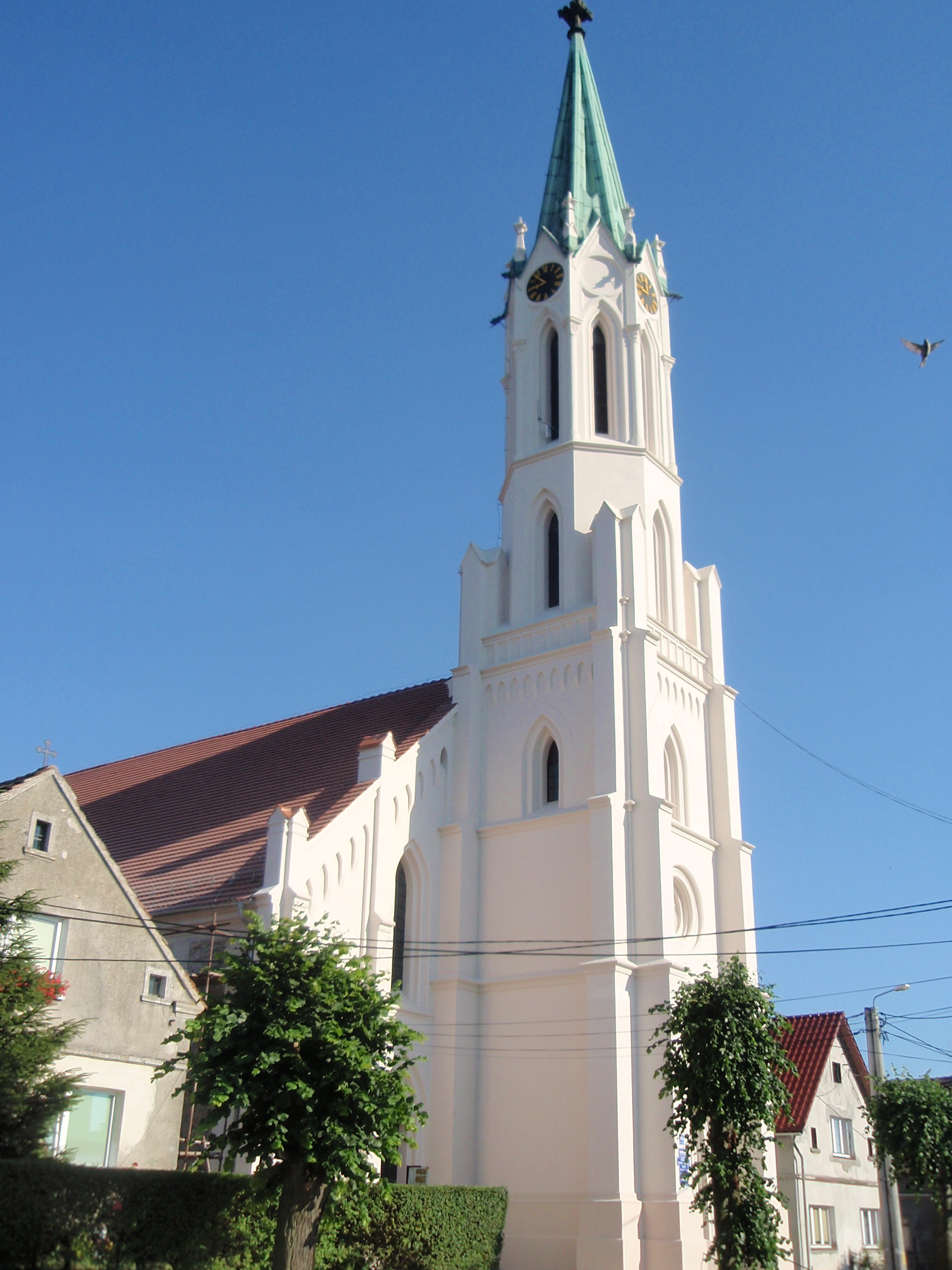
Frühere evangelische Dorfkirche

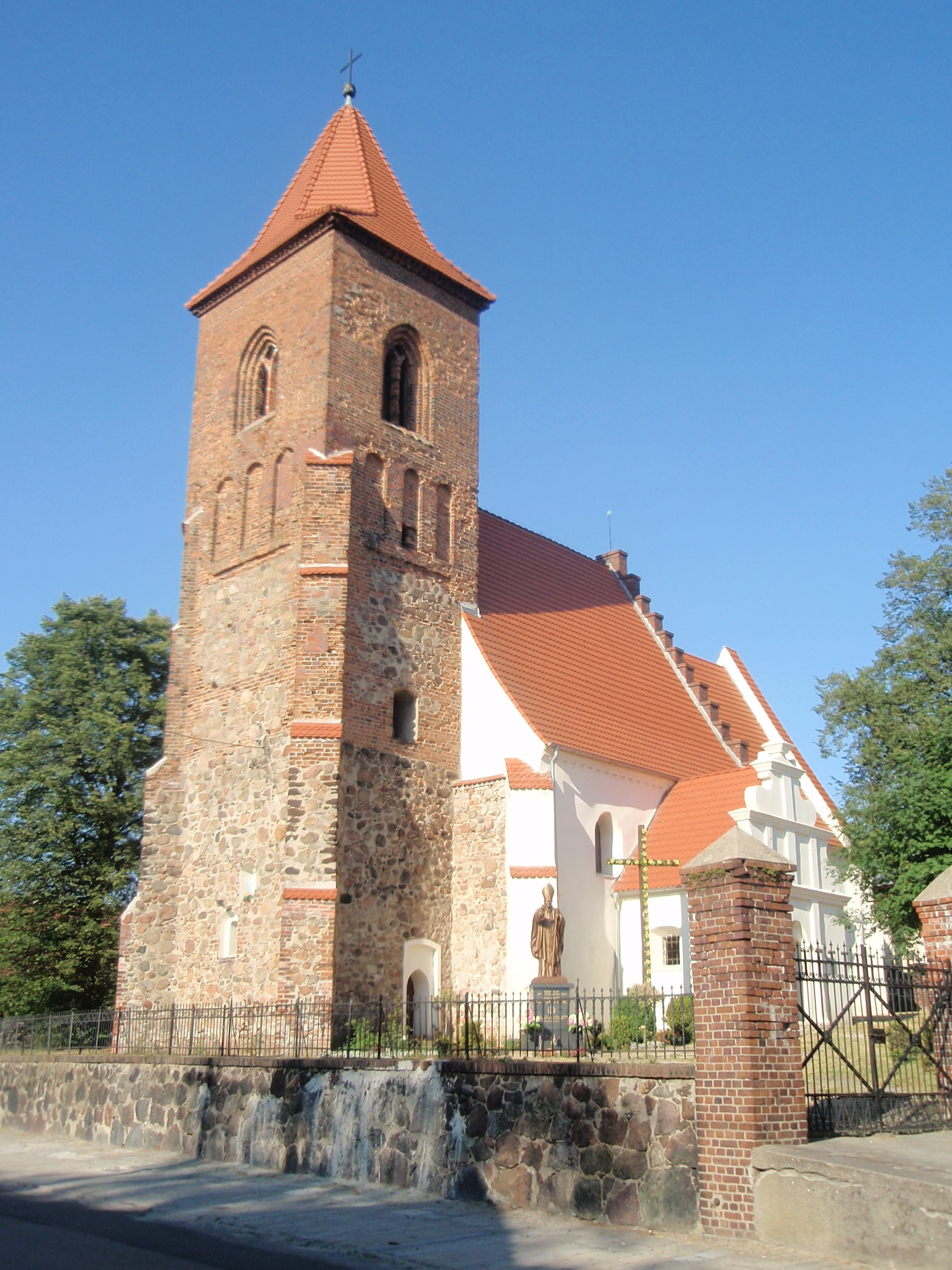
Katholische Kirche St. Barbara

Die als Straßenangerdorf angelegte Ortschaft Quaritz wurde vermutlich um 1230 deutschrechtlich angelegt, denn das Nachbardorf Klopschen war schon 1226 nach flämischen Hufen vermessen. 1276 wurde ein Schulze von Quaritz namentlich genannt. Vor 1291 wurde Theodoricus von Quaritz Lokator und erster Vogt der Ortschaft, die um 1315 44 kleine Hufen umfasste.
Das Dorf wechselte häufig den Besitzer; 1599/1600 verkaufte es der böhmische Landesherr Kaiser Rudolf II. dem bevollmächtigten Landeshauptmann des Herzogtums Sagan Wenzel von Zedlitz als Erbgut.
Im Jahr 1604 empörten sich die Bauern von Quaritz gegen ihren Grundherrn Wenzel Zedlitz aus Schönau, weil dieser auf ihren Viehweiden ein neues Vorwerk errichten ließ und ein anschließender Rechtsstreit vermutlich zu ihren Ungunsten ausgegangen war. Um die Bauern zur Raison zu bringen, ließ die Glogauer Landeshauptmannschaft ein aus Bürgern der umliegenden Städte zusammengestelltes Exekutionskorps gegen sie vorrücken, die sich auf dem Friedhof sogar mit einem Geschütz verschanzt hatten. Die Bürger weigerten sich jedoch, gegen die Bauern Gewalt anzuwenden. Am 24. Dezember 1604 versuchte der Gutsherr einen eigenen bewaffneten Einfall in den Ort, wurde von den Bauern jedoch zurückgeschlagen. Die Angelegenheit ruhte dann zwei Jahre lang bis zum 19. Juli 1606, als die Glogauer Stände einen bewaffneten Vermittlungsversuch unternahmen, ihre Unterhändler jedoch unverrichteter Dinge abziehen mussten. Als auch ein Befehl des Breslauer Bischofs und Landeshauptmanns Johann VI. von Sitsch vom 13. September 1606, die Bauern in Haft zu nehmen, sich nicht durchsetzen ließ, wurde am 30. Oktober durch ein öffentliches Patent die Acht über sie verhängt. Auf diese Maßregel reagierten die Bauern jedoch nur damit, dass sie das neue Vorwerk abrissen. Der Glogauer Hof rief schließlich die Kaiserliche Armee aus Ungarn herbei, die Ende Januar 1607 eintraf und in der Nacht zum 1. Februar 1607 Quaritz erstürmte, wobei dreizehn Bauern zu Tode kamen.
Seit 1694 gehörte Quaritz den Freiherren Tschammer. Georg Caspar v. Tschammer errichtete 1706 das Schloss zu Quaritz. Bis ins 19. Jahrhundert wurde hier die niedere Gerichtsbarkeit von einem Patrimonialgericht wahrgenommen, das seinen Sitz im Schloss Quaritz hatte.  Im Jahr 1790 wird Quaritz als Marktflecken und als größtes Dorf im Kreis Glogau bezeichnet.
Als Folge des Zweiten Weltkriegs fiel Quaritz nach Kriegsende 1945 mit fast ganz Schlesien 1945 an Polen. Nachfolgend wurde es in Gaworzyce umbenannt. Die einheimische deutsche Bevölkerung wurde, soweit sie nicht vorher geflohen war, vertrieben. Die neu angesiedelten Bewohner waren teilweise Zwangsumgesiedelte aus Ostpolen, das an die Sowjetunion gefallen war.

## Gemeinde
Zur Landgemeinde Gaworzyce gehören das Dorf selbst und zwölf weitere Dörfer mit Schulzenämtern.

## Sehenswürdigkeiten
- Die Pfarrkirche St. Barbara aus dem 14. Jahrhundert wurde im 19. Jahrhundert renoviert. Während der Reformation wurde sie von 1550 bis 1654 von evangelischen Christen genutzt. Der Westturm stammt von 1518. Der barocker Hauptaltar und das Taufbecken stammen aus dem Jahr 1703.[6]
- Pfarrfriedhof
- Die vormals evangelische Kirche von 1734 ist seit 1945 katholische Kirche Unsere Liebe Frau vom Rosenkranz. Der neugotische Turm wurde in der zweiten Hälfte des 19. Jahrhunderts errichtet.
- Mausoleum der Familie von Tschammer in der Form eines Rundtempels.
- Die Schlossanlage aus dem 17.–19. Jahrhundert mit Schloss, Wirtschaftsgebäude und Park. Das Schloss wurde zunächst Anfang des 17. Jahrhunderts als Gutshaus für Wenzel von Zedlitz errichtet und 1723 für Georg Caspar von Tschammer zum Barockschloss und 1858 spätklassizistisch für August von Tschammer umgebaut. Die Parkanlage im Westen und Süden wurde im ersten Viertel des 18. Jahrhunderts begonnen und im dritten Viertel des 19. Jahrhunderts um einen Landschaftspark erweitert.[7]

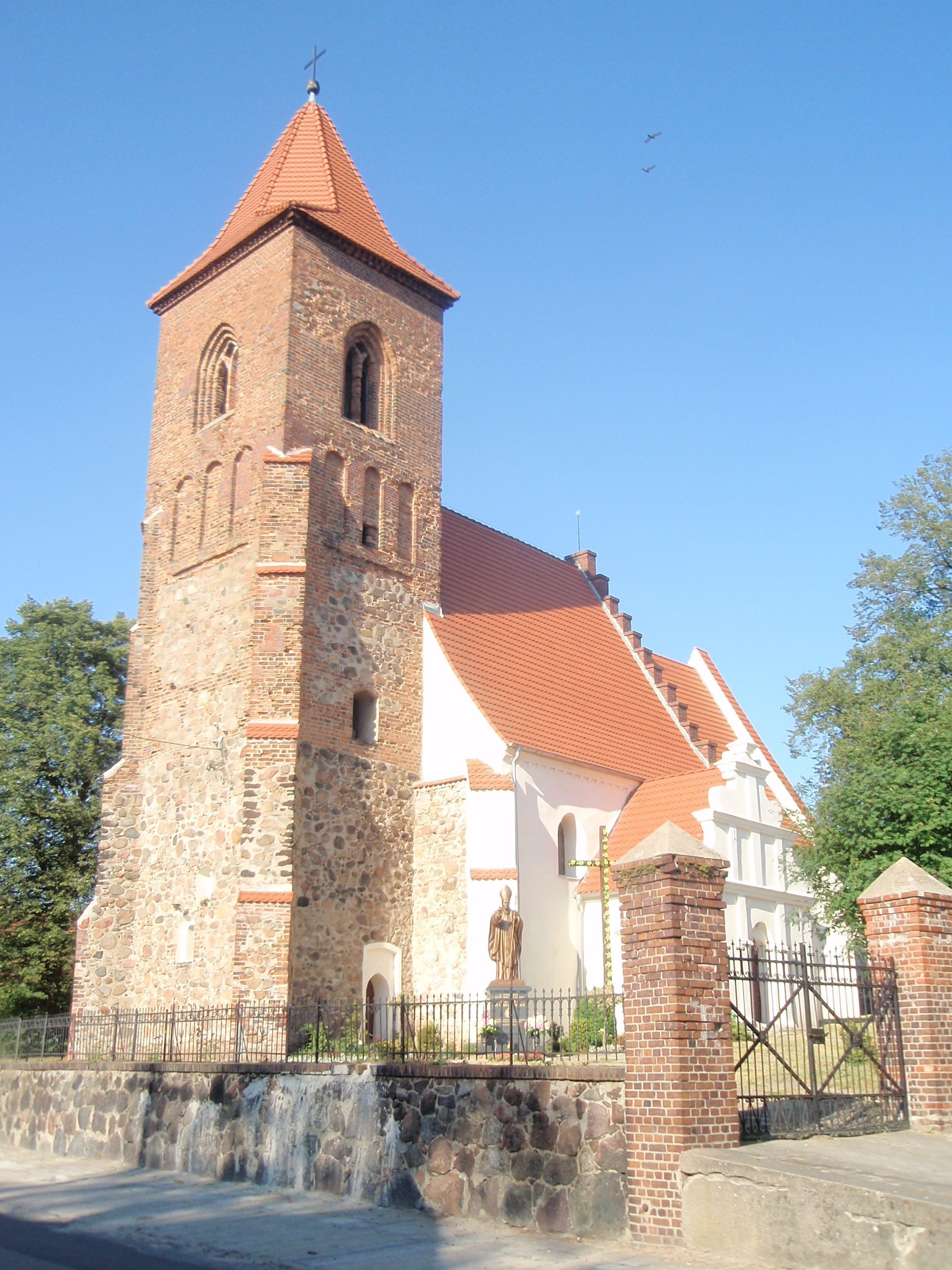
St. Barbara mit Pfarrfriedhof
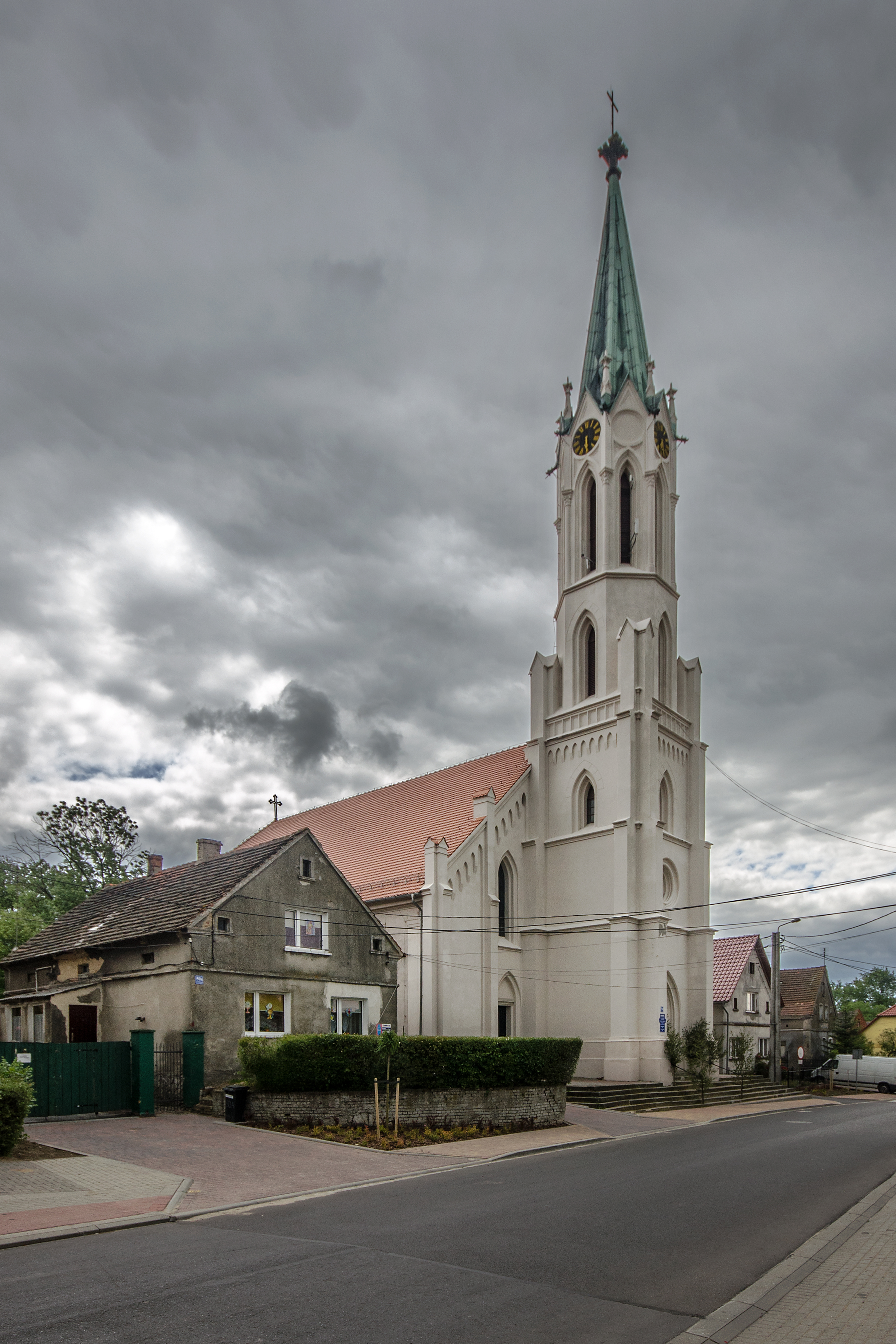
Vormals evangelische Kirche
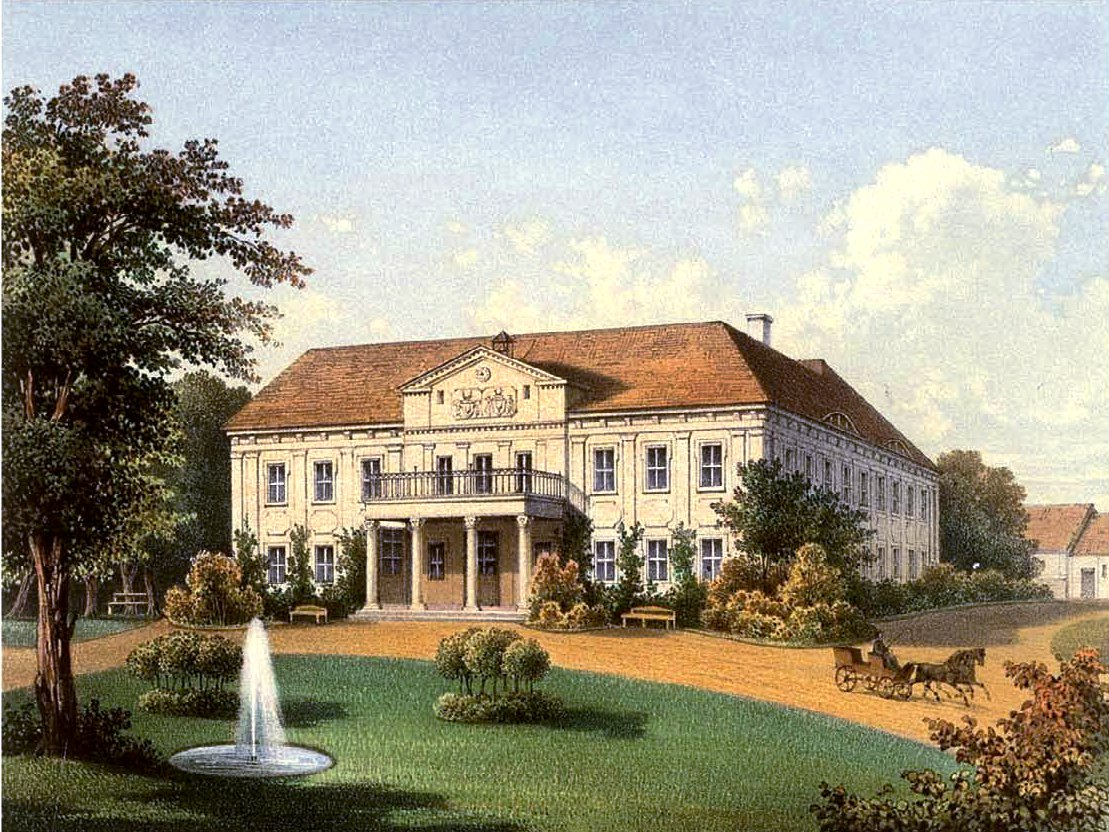
Schloss Quaritz um 1860, Sammlung Alexander Duncker
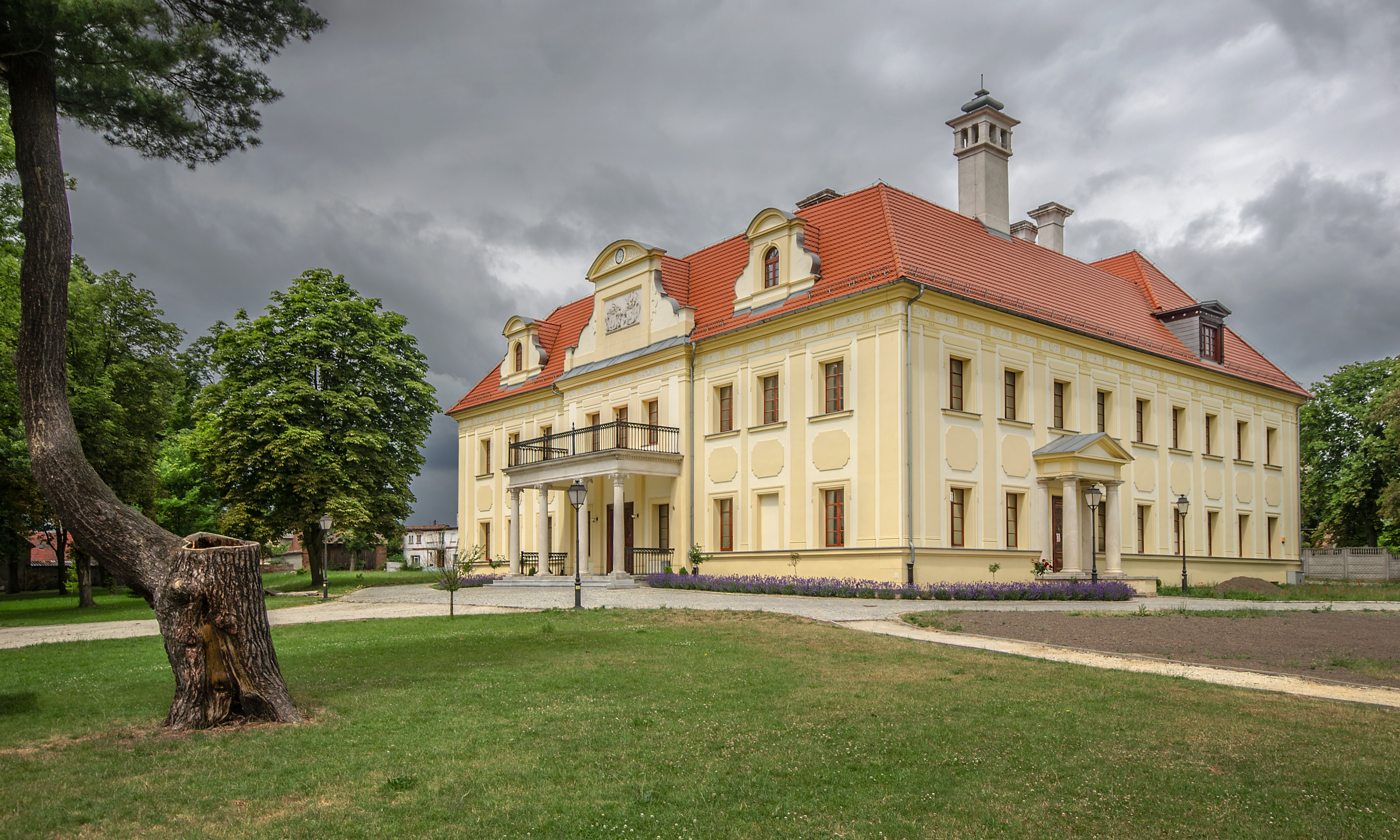
Schloss Quaritz (Aufnahme 2014)
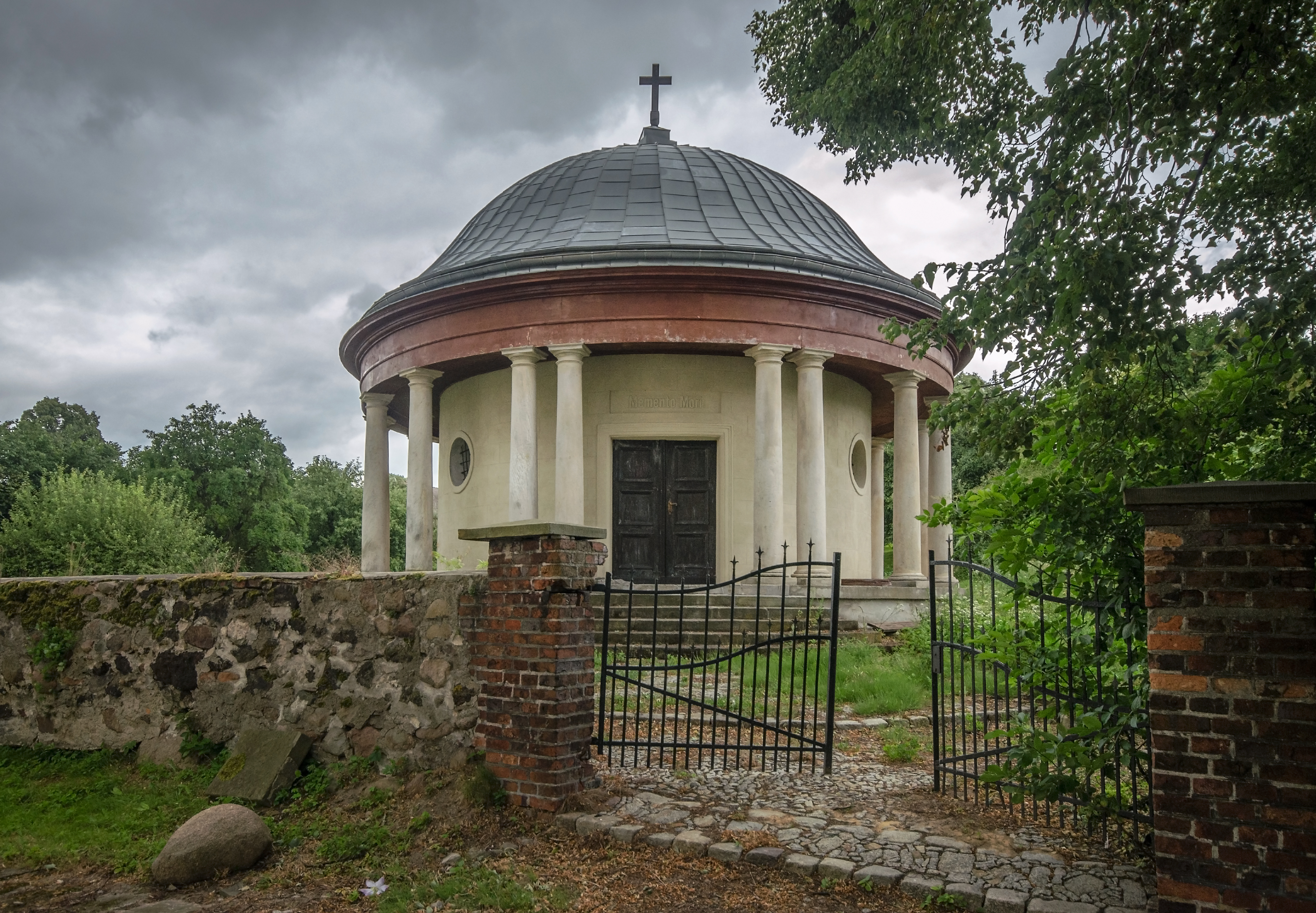
Mausoleum der Familie von Tschammer (Aufnahme 2014)

## Einwohnerstatistik
| Jahr | Einwohner | Anmerkungen              |
| ---- | --------- | ------------------------ |
| 1790 | 1171      | bei 263 Feuerstellen     |
| 1846 | 1911      | davon 1.843 Evangelische |
| 1933 | 1739      | [ 9 ]                    |
| 1939 | 1720      | [ 9 ]                    |
| 2006 | 1500      |                          |
| 2011 | 1601      |                          |

## Religion
Die Kirchengemeinde war im 16. Jahrhundert im Zuge der Reformation zum evangelischen Glauben übergetreten. Auf Veranlassung des Gutsherrn Zedlitz, der evangelisch war, übernahm die evangelische Kirchengemeinde die bisherige katholische Kirche. Am 9. Januar 1654 wurde die Kirche weggenommen und das Abhalten evangelischer Gottesdienste durch Vertreibung des Pastors Königs unterbunden. Die evangelische Gemeinde von Quaritz musste sich an die Kirche in  Glogau halten. Nachdem  Friedrich der Große 1741 die freie Religionsausübung wiederhergestellt hatte, erhielt Quaritz im selben Jahr wieder einen evangelischen Pastor, und es wurde eine evangelische Kirche gebaut, die 1743 eingeweiht wurde. Es handelte sich um einen massiven Bau mit Schindeldach ohne Turm.
Vor 1945 war die Bevölkerung von Quartitz überwiegend evangelisch, und am Ort gab es nur wenige Katholiken. Quaritz war Zentrum einer Parochie. Nach dem Zweiten Weltkrieg wurde die Bevölkerung ab 1945 durch die Vertreibung der deutschsprachigen Protestanten und Zuzug der polnischsprachigen Katholiken mehrheitlich katholisch.

## Quaritzer Spukgeschichte
Nach dem Siebenjährigen Krieg wurde das Dorf Quaritz bekannt durch die Quaritzer Spukgeschichte, deren Handlungsort das Wohnhaus des Dorfpfarrers war und die in den schlesischen Sagenschatz Eingang fand.

## Verkehr
Der Bahnhof Gaworzyce lag an der heute hier nicht mehr im Personenverkehr betriebenen Bahnstrecke Łódź–Forst (Lausitz).

## Persönlichkeiten
- Dieter Görlitz (* 1937), Politiker (CSU), Mitglied des Bayerischen Landtages und Oberbürgermeister der Stadt Deggendorf